# Římskokatolická farnost Radkovice u Hrotovic
Římskokatolická farnost Radkovice u Hrotovic je územní společenství římských katolíků s farním kostelem Čtrnácti svatých pomocníků v moravskobudějovickém děkanství.

## Historie farnosti
První písemná zmínka o obci pochází z roku 1252. Roku 1715 tu nechal František Josef Ostešovský, majitel myslibořického panství, postavit kapli Čtrnácti svatých pomocníků a roku 1745 zde byla zřízena duchovní správa. Roku 1824 byly Radkovice přifařeny do Biskupic, od roku 1899 jsou samostatná farnost.

## Duchovní správci
Od 1. září 2004 byl administrátorem excurrendo ICLIc. Mgr. Jiří Ochman. Toho od 1. srpna 2016 vystřídal R. D. Mgr. Ing. Jan Kovář z Hrotovic.

## Bohoslužby
| Kostel                     | Místo                | Bohoslužba (den)     | Hodina                                    | Poznámka     |
| -------------------------- | -------------------- | -------------------- | ----------------------------------------- | ------------ |
| Čtrnácti svatých pomocníků | Radkovice u Hrotovic | neděle úterý čtvrtek | 11.00 17.00 (zimní čas)/18.00 (letní čas) | farní kostel |

## Aktivity ve farnosti
Dnem vzájemných modliteb farností za bohoslovce a bohoslovců za farnosti brněnské diecéze je 7. prosinec Adorační den připadá na nejbližší neděli po 7. březnu.
Farnost se účastní akce Tříkrálová sbírka. V roce 2014 se při ní vybralo 11 492 korun, o rok později 11 580 korun. V roce 2016 činil výtěžek 11 269 korun.  V roce 2017 dosáhl výtěžek sbírky 10 746 korun.